# Primera División de Tahití 2020-21
La Primera División de Tahití 2020-21 fue la 74.ª edición de la Primera División de Tahití, la máxima categoría del país. La temporada comenzó el 9 de octubre de 2020 y terminó el 3 de julio de 2021. El AS Pirae es el campeón defensor.

## Formato
Los trece equipos juegan entre sí todos contra todos 2 veces totalizando 24 partidos cada uno. Al término de la temporada el campeón y el subcampeón clasifican a la Liga de Campeones de la OFC 2022, en cuanto al último de la clasificación descenderá a la Segunda División de Tahití 2021-22; mientras que el penúltimo jugará el playoff de relegación contra el segundo de la Segunda División 2020-21.
El sistema de puntos son de la siguiente manera:
- 4 puntos por cada victoria
- 2 puntos por cada empate
- 1 punto por cada derrota

## Equipos participantes
| Pos.   | Equipo              |
| ------ | ------------------- |
| 1      | AS Pirae            |
| 2      | AS Vénus            |
| 3      | AS Tiare Tahiti     |
| 4      | AS Dragon           |
| 5      | AS Manu Ura         |
| 6      | AS Tefana           |
| 7      | AS Pueu (*)         |
| 8      | Olympique Mahina    |
| 9      | AS Central Sport    |
| 10     | AS Jeunes Tahitiens |
| 1 (SD) | AS Excelsior        |
| 2 (SD) | AS Arue             |
| 4 (SD) | AS Mataiea          |

- El Taravao AC cambió de nombre al AS Pueu.

## Tabla de posiciones
Actualizado el 11 de Abril de 2021.
| Pos. | Equipo              | PJ | PG | PE | PP | GF | GC | DG  | Pts. | Clasificación o Descenso |
| ---- | ------------------- | -- | -- | -- | -- | -- | -- | --- | ---- | ------------------------ |
| 1    | AS Pirae            | 12 | 10 | 1  | 1  | 68 | 14 | +54 | 43   | Play-off                 |
| 2    | AS Vénus            | 12 | 10 | 1  | 1  | 58 | 14 | +44 | 43   | Play-off                 |
| 3    | AS Dragon           | 12 | 9  | 2  | 1  | 55 | 15 | +40 | 41   | Play-off                 |
| 4    | AS Pueu             | 12 | 8  | 2  | 2  | 42 | 20 | +22 | 38   | Play-off                 |
| 5    | AS Central Sport    | 12 | 6  | 2  | 4  | 20 | 23 | -3  | 32   | Play-off                 |
| 6    | AS Tiare Tahiti     | 12 | 5  | 3  | 4  | 36 | 24 | +12 | 30   | Play-off                 |
| 7    | AS Tefana           | 12 | 5  | 3  | 4  | 27 | 21 | +6  | 29   | Play-off                 |
| 8    | AS Jeunes Tahitiens | 12 | 5  | 1  | 6  | 21 | 32 | -11 | 28   | Play-down                |
| 9    | AS Manu Ura         | 12 | 5  | 0  | 7  | 22 | 39 | -17 | 27   | Play-down                |
| 10   | Olympique Mahina    | 12 | 2  | 2  | 8  | 17 | 46 | -29 | 20   | Play-down                |
| 11   | AS Mataiea          | 12 | 2  | 0  | 10 | 20 | 61 | -41 | 18   | Play-down                |
| 12   | AS Arue             | 12 | 1  | 1  | 10 | 10 | 42 | -32 | 16   | Play-down                |
| 13   | AS Excelsior        | 12 | 1  | 0  | 11 | 17 | 60 | -43 | 15   | Play-down                |

## Play-off
Actualizado el 13 de Junio de 2021.
| Pos. | Equipo           | PJ | PG | PE | PP | GF | GC | DG  | Pts. | Clasificación                    |
| ---- | ---------------- | -- | -- | -- | -- | -- | -- | --- | ---- | -------------------------------- |
| 1    | AS Pirae (C)     | 6  | 4  | 2  | 0  | 24 | 9  | +15 | 22   | Campeón y Liga de Campeones 2022 |
| 2    | AS Vénus         | 6  | 5  | 1  | 0  | 14 | 1  | +13 | 22   | Liga de Campeones 2022           |
| 3    | AS Dragon        | 6  | 3  | 0  | 3  | 19 | 16 | +3  | 15   |                                  |
| 4    | AS Tefana        | 6  | 3  | 0  | 3  | 20 | 12 | +8  | 15   |                                  |
| 5    | AS Pueu          | 6  | 2  | 2  | 2  | 17 | 25 | -12 | 14   |                                  |
| 6    | AS Tiare Tahiti  | 6  | 0  | 2  | 4  | 10 | 28 | -18 | 8    |                                  |
| 7    | AS Central Sport | 6  | 0  | 1  | 5  | 7  | 20 | -13 | 7    |                                  |

## Play-down
Actualizado el 4 de Julio de 2021.
| Pos. | Equipo                  | PJ | PG | PE | PP | GF | GC | DG  | Pts. | Descenso                           |
| ---- | ----------------------- | -- | -- | -- | -- | -- | -- | --- | ---- | ---------------------------------- |
| 1    | Olympique Mahina        | 10 | 8  | 2  | 0  | 23 | 10 | +13 | 36   |                                    |
| 2    | AS Mataiea              | 10 | 6  | 1  | 3  | 25 | 18 | +7  | 29   |                                    |
| 3    | AS Excelsior            | 10 | 6  | 0  | 4  | 21 | 17 | +4  | 28   |                                    |
| 4    | AS Manu Ura             | 10 | 4  | 1  | 5  | 20 | 25 | -5  | 23   | Playoff de relegación              |
| 5    | AS Jeunes Tahitiens (R) | 10 | 1  | 2  | 7  | 15 | 23 | -8  | 15   | Segunda División de Tahití 2021-22 |
| 6    | AS Arue (R)             | 10 | 1  | 2  | 7  | 7  | 17 | -10 | 15   | Segunda División de Tahití 2021-22 |

## Play-off de relegación
| Local       | Resultado | Visita      |
| ----------- | --------- | ----------- |
| AS Manu Ura | 0 - 5     | AS Temanava |